# Ultental

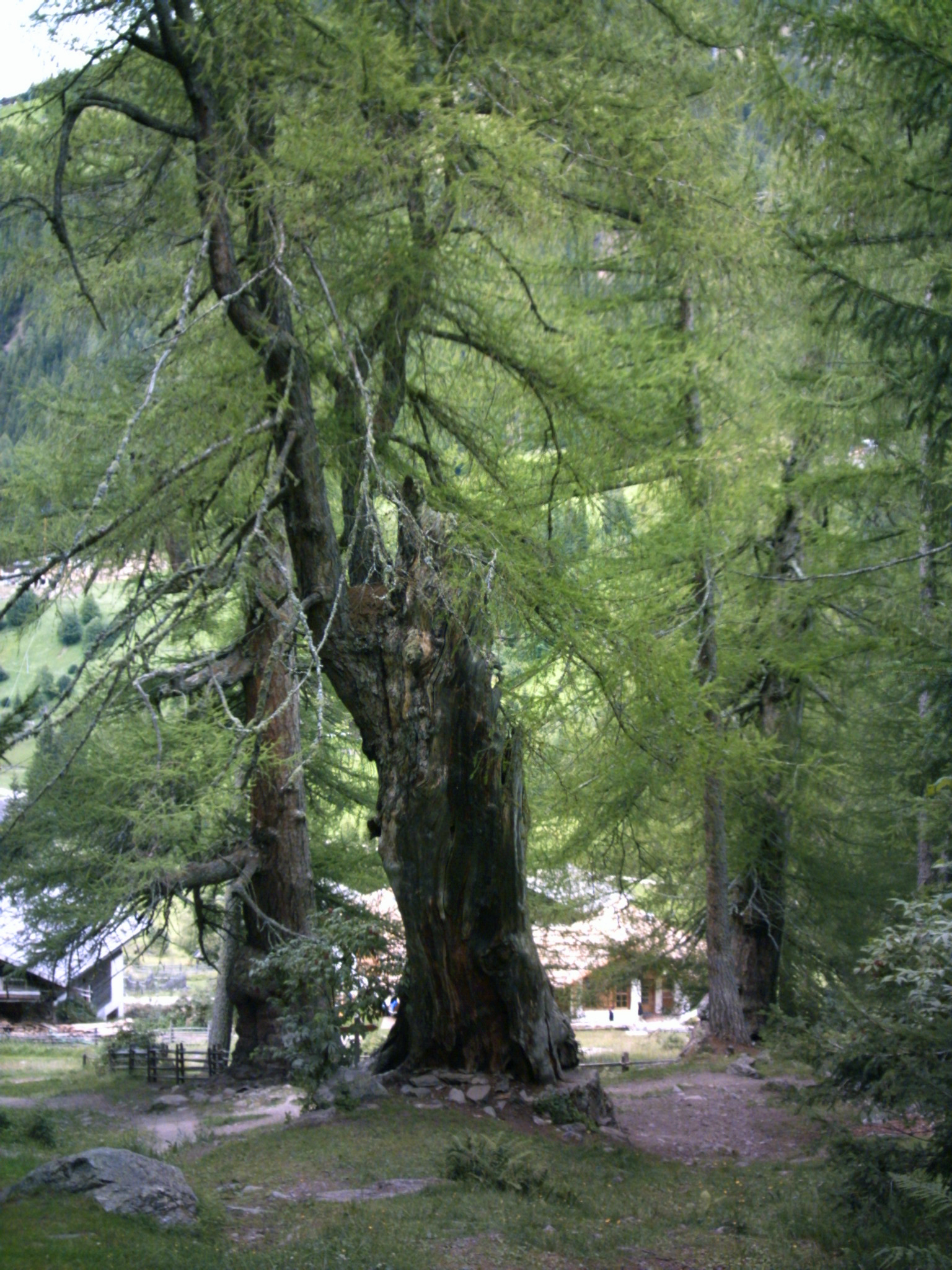
Ultner Urlärchen

Das Ultental, auch einfach Ulten genannt (italienisch Val d’Ultimo), ist das rund 40 km lange Tal der Falschauer in Südtirol. Es verläuft – parallel zum nördlich gelegenen unteren Vinschgau – in südwestlich-nordöstliche Richtung und mündet bei Lana im Bereich des Meraner Talkessels ins Etschtal. Der größte Teil des Ultentals gehört zu den Gemeinden Ulten und St. Pankraz, der Taleingangsbereich zur Gemeinde Lana. Die obersten Talabschnitte befinden sich im Nationalpark Stilfserjoch.

## Geographie
Der Großteil der das Tal umschließenden Ultner Berge wird zu den Ortler-Alpen gerechnet, nämlich nordseitig zum Zufrittkamm, südseitig zum Ilmenkamm. Allein der südseitig über dem Talausgang stehende Stock der Laugenspitze wird zur Nonsberggruppe gezählt. Zu den bekanntesten Ultner Gipfeln rechnen die Hintere Eggenspitze, die Zufrittspitze und das Hasenöhrl.
Die Ortschaften im Ultental, in talauswärts gerichteter Reihenfolge, sind
- St. Gertraud (1501 m, ca. 300 Einwohner)
- St. Nikolaus (1256 m, ca. 300 Einwohner)
- Kuppelwies (1153 m, ca. 150 Einwohner)
- St. Walburg (1190 m, ca. 2200 Einwohner)
- St. Pankraz (735 m, ca. 1568 Einwohner)

Zwischen St. Walburg und St. Pankraz zweigt nach Süden die Straße über das Hofmahdjoch ins Nonstal ab.
In der Nähe von St. Gertraud befinden sich die drei Ultner Urlärchen, die auf ein Alter von 850 Jahren taxiert werden.

## Geschichte
Der Ort St. Walburg weist mit dem latènezeitlichen Brandopferplatz am Kirchhügel eine im Alpenraum herausragende archäologische Fundstelle auf. Der Platz war bereits in der Späten Bronzezeit besiedelt und wurde in der jüngeren Eisenzeit in ein Heiligtumg für Brandopfer umgewandelt.

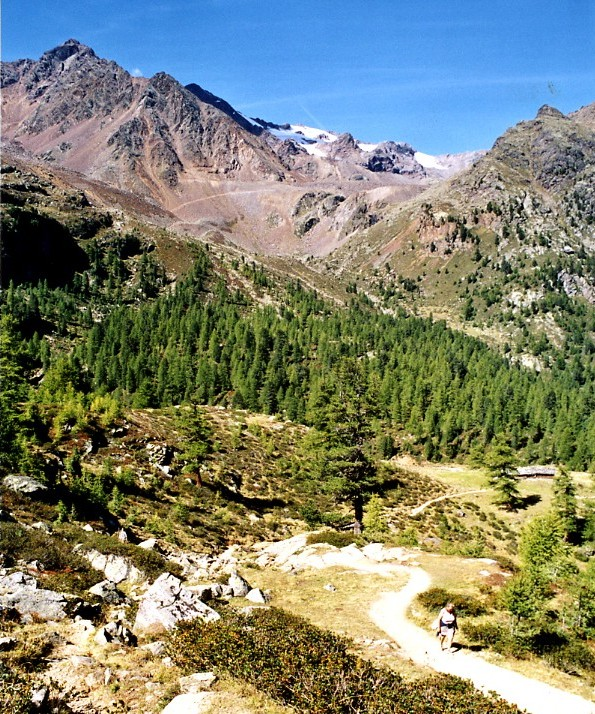
Auf 2350 m in Richtung Hintere Eggenspitze

Im 19. und Anfang des 20. Jahrhunderts hielten sich besonders im Badeort Mitterbad bei St. Pankraz viele berühmte Persönlichkeiten auf, so etwa Kaiserin Elisabeth v. Österreich, Bismarck, Franz Defregger, Hermann Sudermann, Franz Kafka, Hermione v. Preuschen, Domherr Graf zur Lippe, Thomas Mann und Heinrich Mann. Viele kamen wegen des Arztes und Philosophen Christoph Hartung von Hartungen, der in Riva am Gardasee das Sanatorium von Hartungen betrieb und im hinteren Ultental, bei St. Nikolaus, seine Sommervilla Hartungshausen besaß.

## Wirtschaft
Die Wasserkraftwerke im Ultental sind eine Reihe von Speicherkraftwerken, die die Wasserkraft der Falschauer und ihrer Nebenflüsse und -bäche mit Hilfe von sechs Stauseen zur Gewinnung von Energie nützen.
In der Mitte des Ultentals befindet sich das Skigebiet Schwemmalm. Des Weiteren gibt es eine Langlaufloipe von St. Nikolaus nach St. Gertraud.